# Convent de Santa Elena
El Convent de Santa Elena és una obra de Santa Cristina d'Aro (Baix Empordà) inclosa a l'Inventari del Patrimoni Arquitectònic de Catalunya.

## Descripció
Masia fortificada amb diversos afegits respecte al mas originari. Disposa d'un gran mur que tanca un pati. La masia repeteix l'esquema tradicional, amb coberta a dues vessants i el carener perpendicular a la façana principal. Compta amb planta baixa i dos pisos. En el pis principal hi ha una gran sala central al voltant de la qual es distribueixen les altres dependències. Les obertures són allindades llevat d'algunes finestres i portes.
Les edificacions annexes corresponen a menjadors i cuines del convent.